# 隆特拉 (米納斯吉拉斯州)

隆特拉（葡萄牙語：Lontra）是巴西的城鎮，位於該國東南部，由米納斯吉拉斯州負責管轄，始建於1993年1月1日，面積258平方公里，2010年人口8,397，人口密度每平方公里32.44人。